# Brusselse Hoofdstedelijke Regering

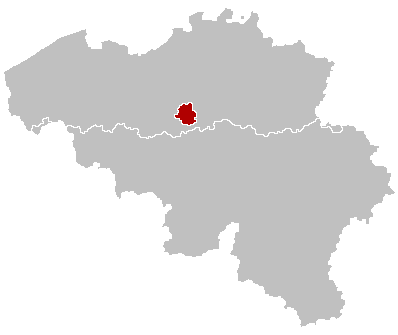
Brussels Hoofdstedelijk Gewest

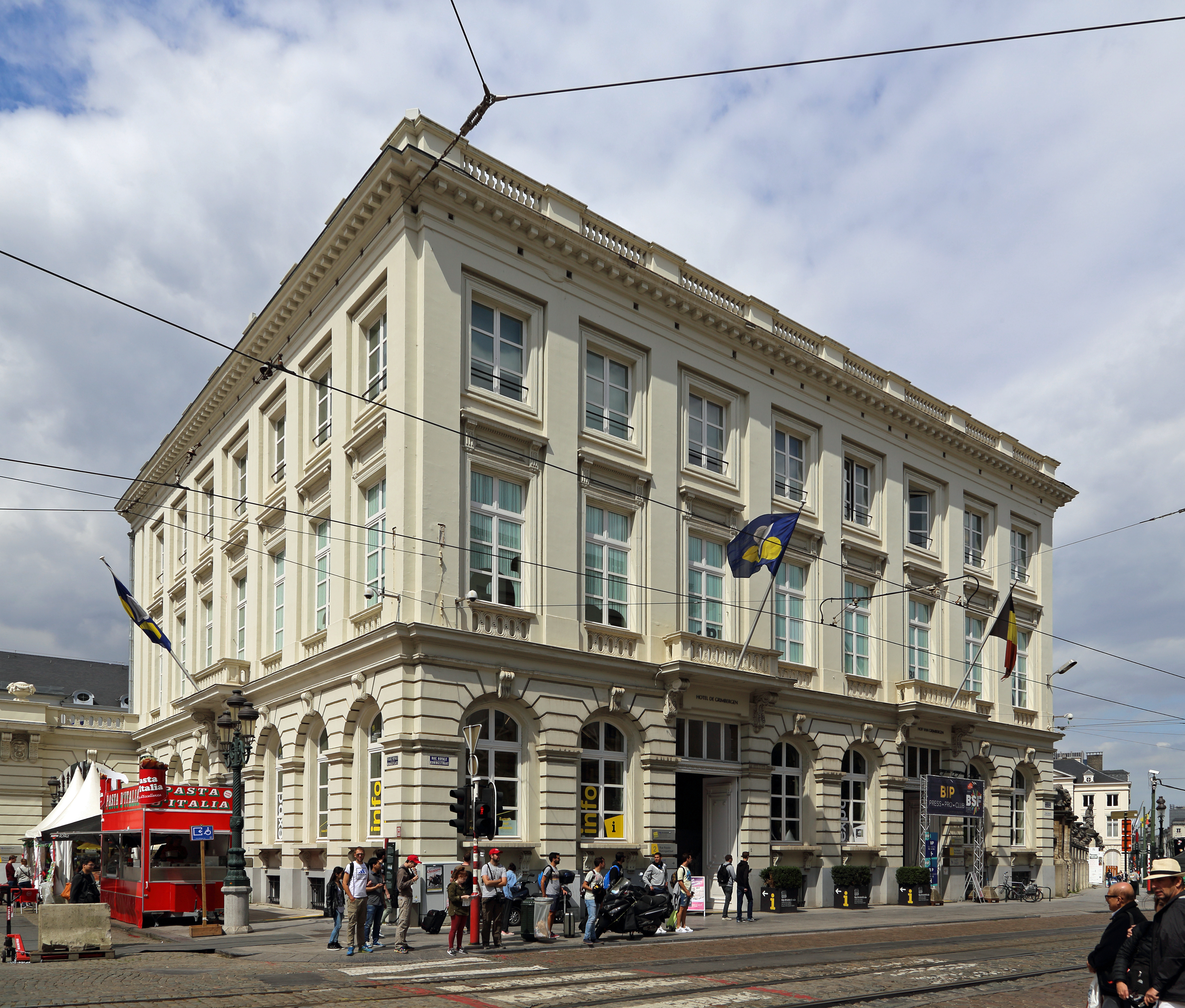
De zetel van de Brusselse Hoofdstedelijke Regering is in het Huis van het Gewest te Brussel.

De Brusselse Hoofdstedelijke Regering is de uitvoerende macht van het Brussels Hoofdstedelijk Gewest. Ze zetelt in het Huis van het Gewest, te Brussel.
De regering wordt aangewezen door het Brussels Hoofdstedelijk Parlement voor een periode van vijf jaar. De regering bestaat uit:
- één minister-president (in de regel Franstalig)
- twee Nederlandstalige ministers
- twee Franstalige ministers
- twee Franstalige staatssecretarissen
- één Nederlandstalige staatssecretaris

## Samenstelling huidige Brusselse Hoofdstedelijke Regering
Na de Brusselse gewestverkiezingen van 26 mei 2019 hebben de Franstalige partijen:  PS (17 zetels),  Ecolo (15 zetels) en  DéFI (10 zetels) en de Nederlandstalige partijen:  Groen (4 zetels),  Open Vld (3 zetels) en  one.brussels-Vooruit (3 zetels) een coalitie gevormd. Daaruit ontstond de regering-Vervoort III.
| Naam | Naam                | Partij | Partij               | Functie en bevoegdheden |
| ---- | ------------------- | ------ | -------------------- | --- |
|      | Rudi Vervoort       |        | PS                   | Minister-president en Minister Territoriale Ontwikkeling en Stadsvernieuwing, Toerisme, de Promotie van het Imago van Brussel en Biculturele Zaken van gewestelijk Belang                             |
|      | Elke Van den Brandt |        | Groen                | Minister Mobiliteit, Verkeersveiligheid en Openbare Werken |
|      | Alain Maron         |        | Ecolo                | Minister Klimaattransitie, Leefmilieu, Energie en Participatieve Democratie |
|      | Sven Gatz           |        | Open Vld             | Minister Financiën, Begroting, Openbaar Ambt, de Promotie van Meertaligheid en van het Imago van Brussel                                                                                              |
|      | Bernard Clerfayt    |        | DéFI                 | Minister Werk en Beroepsopleiding, Digitalisering, Plaatselijke Besturen en Dierenwelzijn |
|      | Nawal Ben Hamou     |        | PS                   | Staatssecretaris Huisvesting en Gelijke Kansen (bevoegdheid gedelegeerd door minister-president Rudi Vervoort)                                                                                        |
|      | Ans Persoons        |        | one.brussels-Vooruit | Staatssecretaris Stedenbouw en Erfgoed, Europese en Internationale Betrekkingen, Buitenlandse Handel en Brandbestrijding en Dringende Medische Hulp (bevoegdheid gedelegeerd door minister Sven Gatz) |
|      | Barbara Trachte     |        | Ecolo                | Staatssecretaris Economische Transitie en Wetenschappelijk Onderzoek (bevoegdheid gedelegeerd door minister Alain Maron)                                                                              |

## Overzicht Brusselse Hoofdstedelijke Regeringen (1989-heden)
| Nr. | Regering              | Minister-president              | Partijen        | Partijen                                   | Periode   | Dagen |
| --- | --------------------- | ------------------------------- | --------------- | ------------------------------------------ | --------- | ----- |
| 1   | Regering-Picqué I     | Charles Picqué (PS)             | PS, FDF, PSC    | CVP, SP, VU                                | 1989-1995 | 2172  |
| 2   | Regering-Picqué II    | Charles Picqué (PS)             | PRL- FDF, PS    | CVP, SP, VU                                | 1995-1999 | 1482  |
| 3   | Regering-Simonet I    | Jacques Simonet (PRL)           | PRL- FDF, PS    | CVP, VLD, SP                               | 1999-2000 | 462   |
| 4   | Regering-de Donnea    | François-Xavier de Donnea (PRL) | PRL- FDF, PS    | CVP, VLD, SP                               | 2000-2003 | 961   |
| 5   | Regering-Ducarme      | Daniel Ducarme (PRL)            | PRL- FDF, PS    | CVP, VLD, SP                               | 2003-2004 | 257   |
| 6   | Regering-Simonet II   | Jacques Simonet (MR)            | MR, PS          | CD&V, VLD, sp.a                            | 2004      | 152   |
| 7   | Regering-Picqué III   | Charles Picqué (PS)             | PS, cdH, Ecolo  | VLD, sp.a, CD&V                            | 2004-2009 | 1823  |
| 8   | Regering-Picqué IV    | Charles Picqué (PS)             | PS, Ecolo, cdH  | Open Vld, CD&V, Groen!                     | 2009-2013 | 1391  |
| 9   | Regering-Vervoort I   | Rudi Vervoort (PS)              | PS, Ecolo, cdH  | Open Vld, CD&V, Groen                      | 2013-2014 | 439   |
| 10  | Regering-Vervoort II  | Rudi Vervoort (PS)              | PS, DéFI, cdH   | Open Vld, sp.a, CD&V                       | 2014-2019 | 1824  |
| 11  | Regering-Vervoort III | Rudi Vervoort (PS)              | PS, Ecolo, DéFI | Groen, Open Vld, one.brussels-sp.a/Vooruit | 2019-     | 2158  |

### Historische lijsten van Brusselse portefeuilleministers
- Lijst van Brusselse ministers van Ambtenarenzaken
- Lijst van Brusselse ministers van Brandbestrijding en Noodhulp
- Lijst van Brusselse ministers van Buitenlandse Betrekkingen
- Lijst van Brusselse ministers van Buitenlandse Handel
- Lijst van Brusselse ministers van Dierenwelzijn
- Lijst van Brusselse ministers van Economie
- Lijst van Brusselse ministers van Energie
- Lijst van Brusselse ministers van Financiën en Begroting
- Lijst van Brusselse ministers van Gelijke Kansen
- Lijst van Brusselse ministers van Huisvesting
- Lijst van Brusselse ministers van Informatica en Digitalisering
- Lijst van Brusselse ministers van Leefmilieu
- Lijst van Brusselse ministers van Mobiliteit
- Lijst van Brusselse ministers van Monumenten en Landschappen
- Lijst van Brusselse ministers van Ontwikkelingssamenwerking
- Lijst van Brusselse ministers van Openbare Netheid
- Lijst van Brusselse ministers van Openbare Werken
- Lijst van Brusselse ministers van Plaatselijke Besturen
- Lijst van Brusselse ministers van Ruimtelijke Ordening
- Lijst van Brusselse ministers van Stedelijk beleid
- Lijst van Brusselse ministers van Toerisme
- Lijst van Brusselse ministers van Werkgelegenheid
- Lijst van Brusselse ministers van Wetenschappelijk Onderzoek

## Gewestelijke Overheidsdienst Brussel
De Gewestelijke Overheidsdienst Brussel of GOB (Frans: Service public régional de Bruxelles of SPRB) is de administratie van het Brussels Hoofdstedelijk Gewest. Ze voert het beleid uit van de Brusselse Hoofdstedelijke Regering.
De dienst werd opgericht als "Ministerie van het Brussels Hoofdstedelijk Gewest", naar analogie met de ministeries van de andere gewesten en gemeenschappen. De naam werd rond 2013, in navolging van de federale overheidsdiensten en de Service public de Wallonie, gewijzigd naar de huidige naam. Sinds 2 juli 2015 is het de officiële maatschappelijke naam.
De diensten van de Brusselse Hoofdstedelijke Regering bestaan uit:
1. Brussel Stedenbouw & Erfgoed;
2. de Gewestelijke Overheidsdienst Brussel Fiscaliteit;
3. de Gewestelijke Overheidsdienst Brussel Openbaar Ambt;
4. de Gewestelijke Overheidsdienst Brussel. Deze bestaat uit de volgende zes besturen:

- Brussel Gewestelijke Coördinatie (vroeger het secretariaat-generaal)
- Brussel Plaatselijke Besturen (de 19 gemeenten, 19 OCMW's, de zes politiezones, de intercommunales, ...)
- Brussel Financiën en Begroting
- Brussel Mobiliteit
- Brussel Economie en Werkgelegenheid
- Brussel Huisvesting

Anno 2015 werkten er in totaal 1.858 personeelsleden. Ongeveer de helft van hen woont in Brussel; de andere helft buiten Brussel, voornamelijk in Vlaams-Brabant.
De gewestelijke overheidsdienst wordt geleid door een directieraad, die taalparitair is samengesteld en bestaat uit acht leidende ambtenaren: een secretaris-generaal, adjunct-secretaris-generaal, en een directeur-generaal voor elk van de zes specifieke besturen.
Naast de overheidsdienst zijn er een aantal gewestelijke instellingen, zoals Net Brussel, de MIVB, Actiris en Leefmilieu Brussel.